# Edwin Abbott Abbott
Edwin Abbott Abbott, född 20 december 1838 i Marylebone i London, död 12 oktober 1926 i Hampstead i London, var en brittisk författare, skolrektor och teolog. Han innehade flera viktiga ämbeten vid skolor och universitet och utvecklade en rik litterär verksamhet på skilda områden, mest känd för boken Flatland.

## Biografi
Edwin A. Abbott var äldste son till skolrektorn vid Philological School i Marylebone, Edwin Abbott (1808 - 1882), och hans fru Jane Abbott (1806 - 1882). Föräldrarna var kusiner.
Edwin Abbott studerade vid City of London School. Han blev teologie doktor vid St. John's College i Cambridge 1860, dekan 1861 och prästvigd i Cambridge 1863. Från sistnämnda år till hennes död 1919 var han gift med Mary Elizabeth Rangeley från Derbyshire och fick en dotter och en son med henne. Från Cambridge flyttade han till Birmingham, där han undervisade vid King Edward's School, följt av Clifton College i Bristol. 1865 utnämndes han till rektor för sin gamla skola, City of London School, som under hans ledning blev ett av Englands mest ansedda läroverk med genomförandet av flera organisatoriska och studiemässiga innovationer. Bland annat införde han kemi som obligatoriskt ämne för alla elever. Vid fyllda 50 år lämnade han 1889 skolarbetet för att på heltid ägna sig åt sitt litterära arbete.

## Svenska översättningar
- Abbott, Edwin A. Flatland (översättning: Sam J Lundwall, Fakta & fantasi, 1986). Ny upplaga med efterord av Peter Glas, Lund: Bakhåll, ISBN 91-7742-223-6